# کریستین پائولتی
کریستین پائولتی (انگلیسی: Christian Paoletti؛ زادهٔ ۱۲ دسامبر ۱۹۸۴) بازیکن فوتبال اهل ایتالیا است.
از باشگاه‌هایی که در آن بازی کرده‌است می‌توان به باشگاه فوتبال امپولی اشاره کرد.